# Carl Wilhelmson
Carl Wilhelm Wilhelmson (Fiskebäckskil, 12 de novembro de 1866 – Gotemburgo, 24 de setembro de 1928) foi um pintor, desenhador e pedagogo sueco, que retratou num estilo realista e impressionista a natureza árida e a vida dura do povo da Bohuslän.

## Obras
- Mulheres no barco a caminho da igreja (Kyrkfolk i båt, 1909) - Museu Nacional de Belas-Artes da Suécia, Estocolmo, Suécia
- Noite de junho (Juniafton, 1902)
- A menina no barco (Flicka i blått, 1904)
- Na montanha (På Berget, 1907)
- Verão (Sommar, 1911)
- Fiskebäckskil (Fiskebäckskil, 1915)

## Galeria

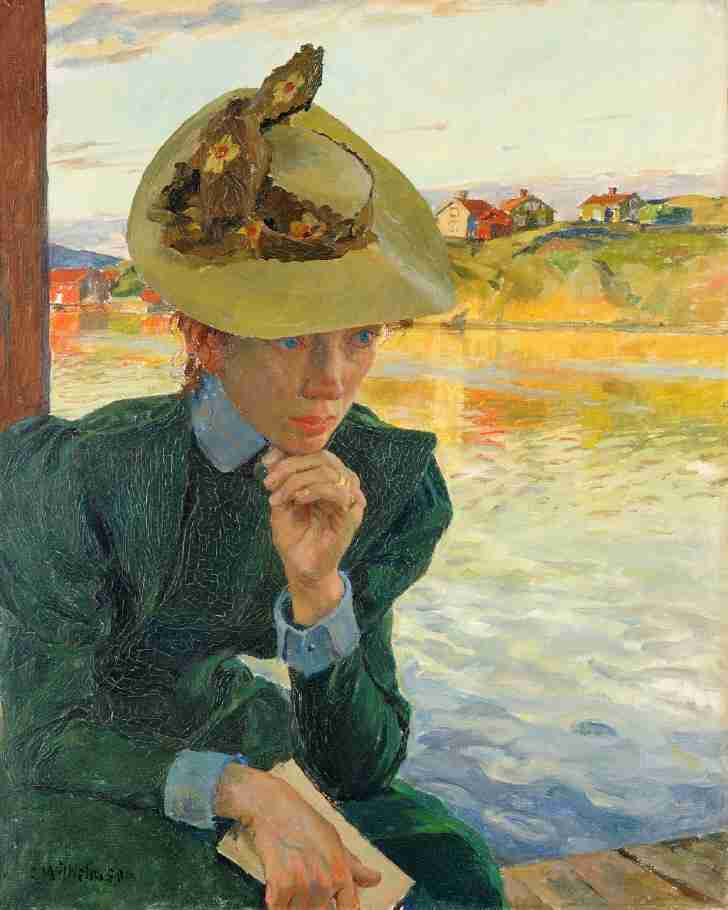
Na Costa Oeste da Suécia (Västkusten)
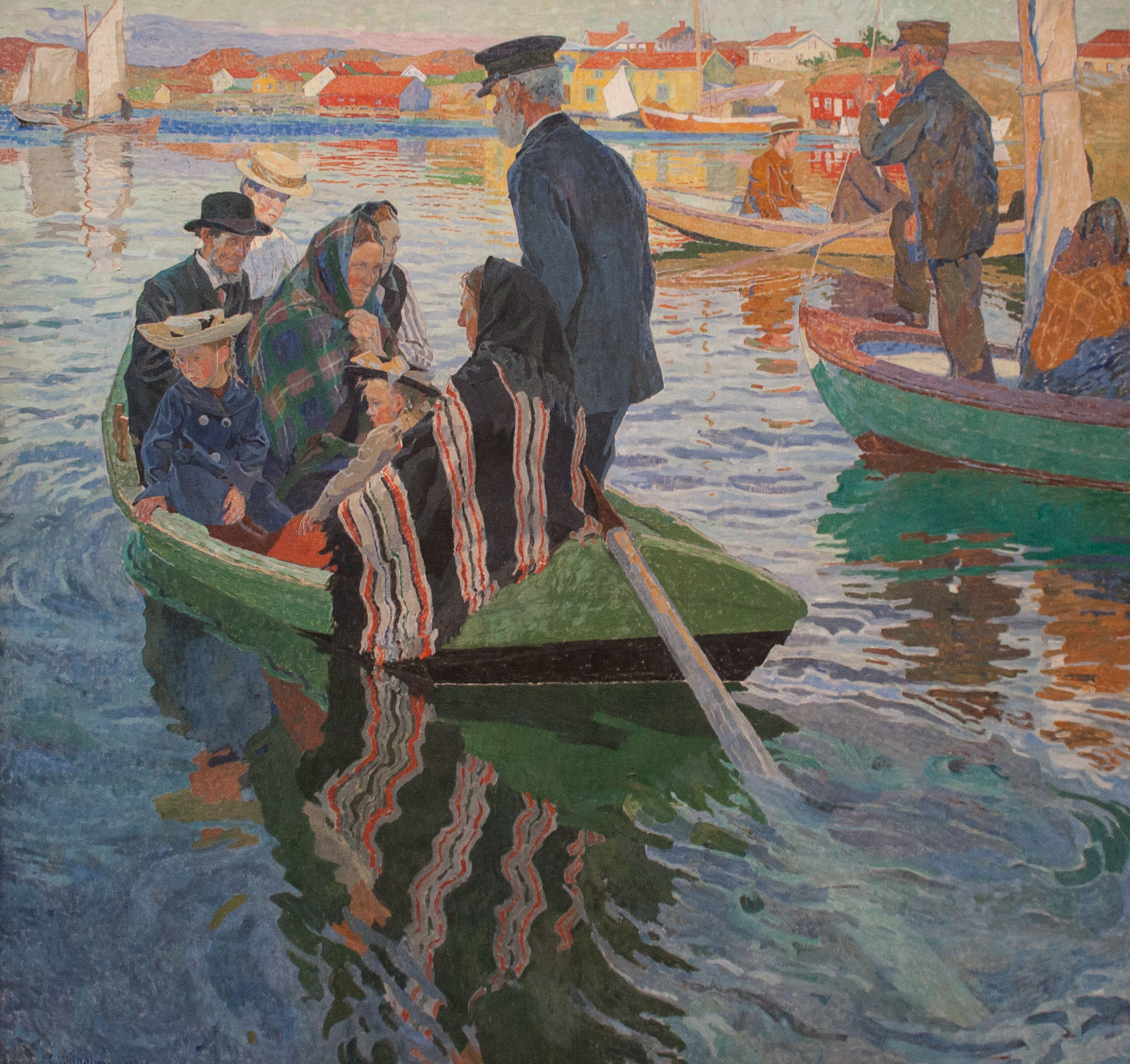
Mulheres no barco a caminho da igreja
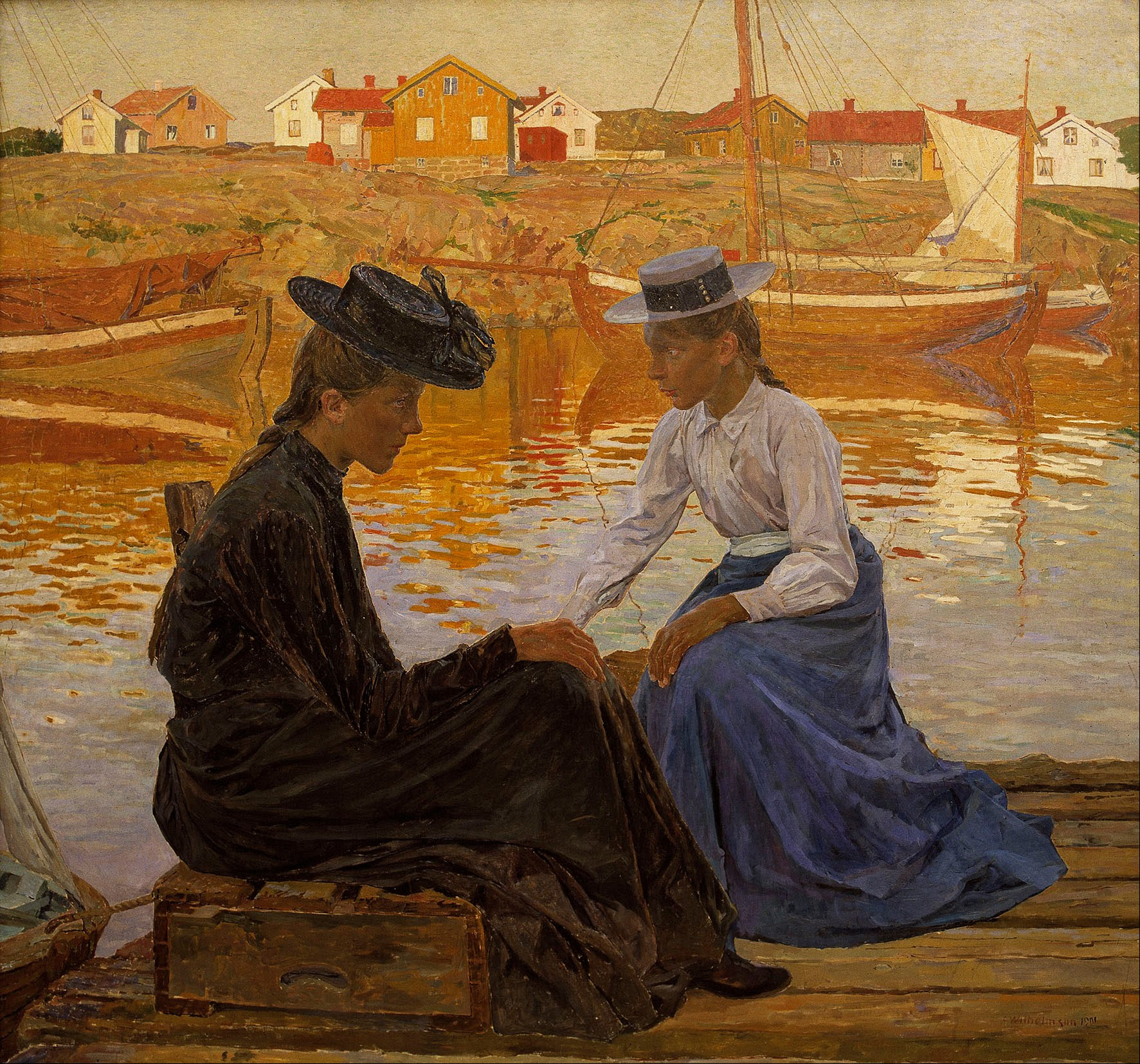
A enseada
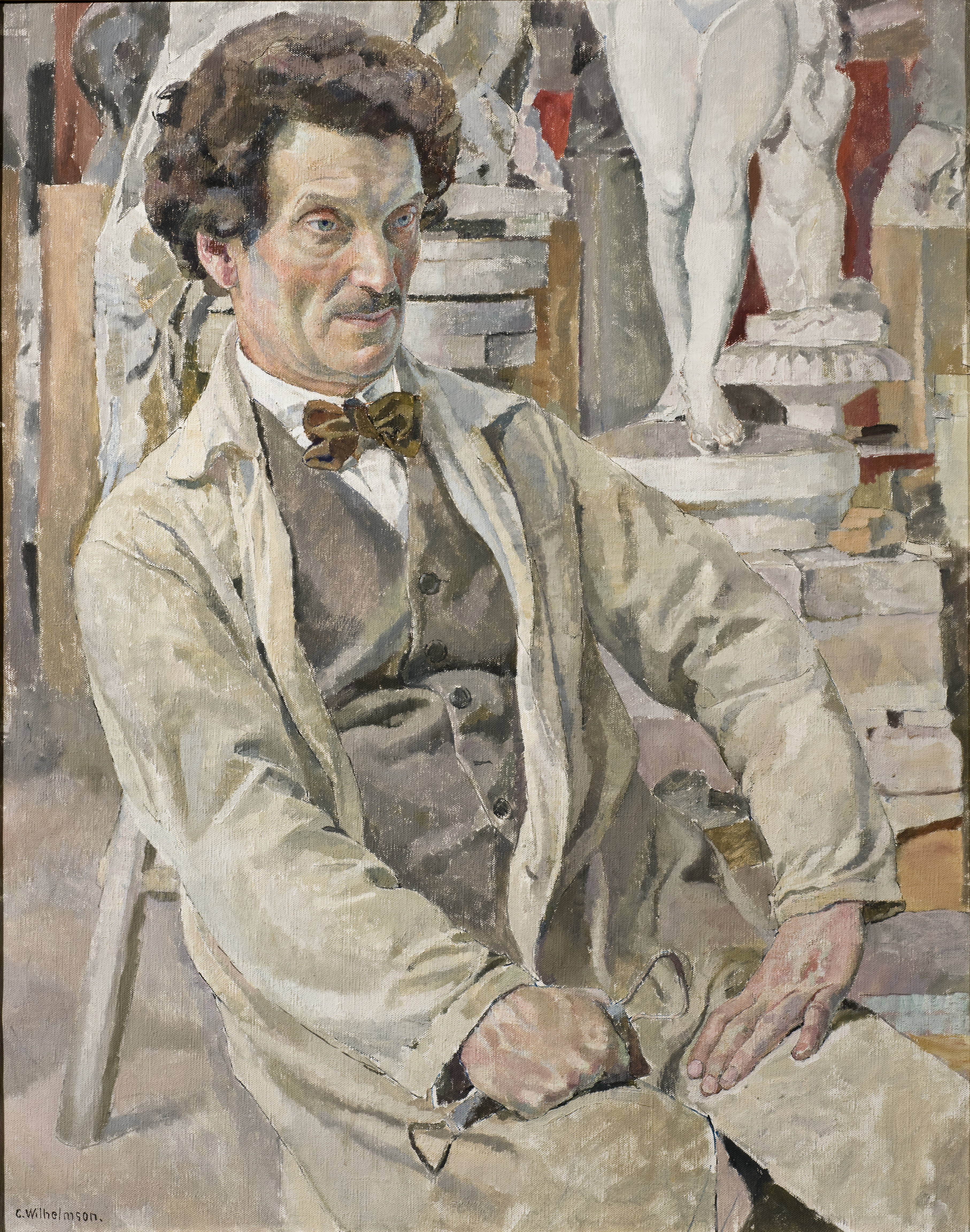
Carl Eldh
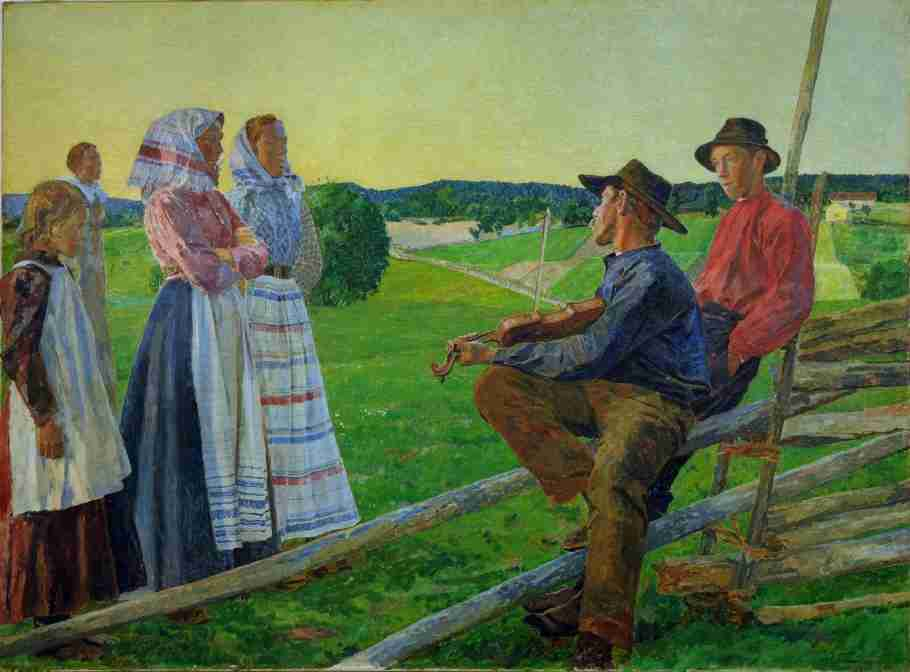
Noite de junho
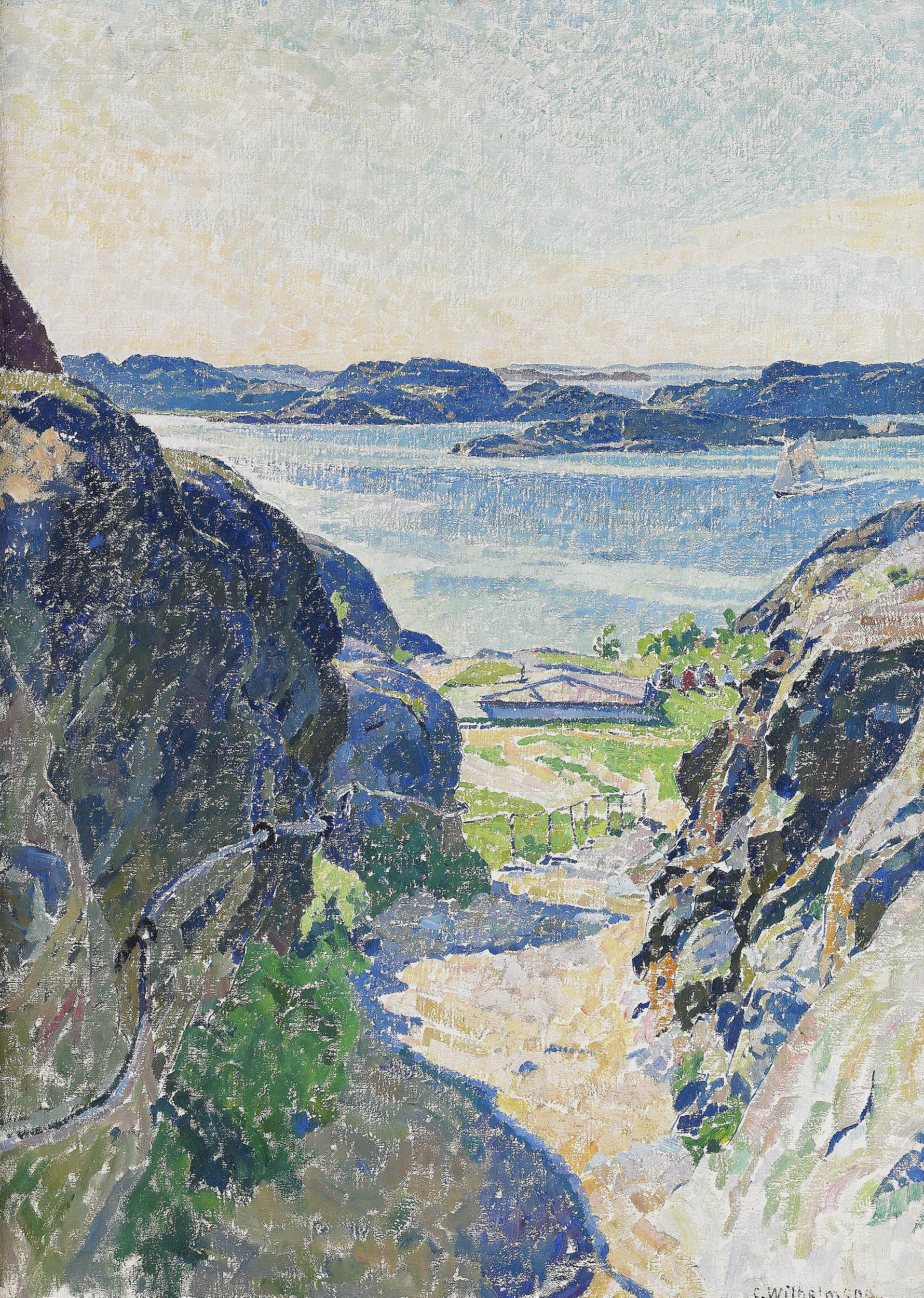
Fiskebäckskil